# Martin Petrow (Fußballspieler)
Martin Petrow (bulg.: Мартин Петров, englische Transkription Martin Petrov; * 15. Januar 1979 in Wraza) ist ein ehemaliger bulgarischer Fußballspieler.

## Sportliche Laufbahn

### Vereinskarriere
Petrow begann bei Botew Wraza mit dem Fußballspielen und kam dort als Teenager zu ersten Einsätzen im Männerfußball. Noch als Jugendlicher wechselte er zu ZSKA Sofia, wo er erstmals Erstligaluft schnupperte. Zum Jahresbeginn 1999 ging er in die Schweiz zu Servette Genf. 2001 wechselte er in die Fußball-Bundesliga zum VfL Wolfsburg, für den er in 116 Spielen 28 Tore und 36 Vorlagen erzielte.
Ende Juli 2005 ging Petrow zu Atlético Madrid. Mit dem Wechsel erfüllte er sich den Kindheitstraum, einmal in Spanien zu spielen, wo auch sein Lieblingsverein, der FC Barcelona, spielt. Der Wechsel war möglich, da Petrow in seinem Vertrag eine Ausstiegsklausel hatte, die besagte, dass er bei einer Ablösesumme von 10 Millionen Euro den Verein verlassen durfte. Im Oktober 2006 zog er sich beim Spiel gegen Recreativo Huelva einen Kreuzbandriss zu und fiel über ein halbes Jahr aus. Im Juli des Jahres 2007 wechselte Petrow für 4,7 Millionen Pfund nach England zu Manchester City, die in der Saison 2007/08 von Sven-Göran Eriksson trainiert wurden. Im Sommer 2010 wurde seine Vertragslaufzeit bei Manchester City nicht verlängert und der Mittelfeldakteur verließ daraufhin den Verein.
Anfang Juli 2010 unterzeichnete Petrow einen auf zwei Jahre befristeten Vertrag bei den Bolton Wanderers. Im Januar 2013 wechselte er zum spanischen Erstligisten Espanyol Barcelona und erhielt dort einen bis zum Ende der Saison 2012/13 laufenden Vertrag. Im Oktober 2013 unterschrieb Petrow einen Vertrag bei ZSKA Sofia. Dort beendete er im Jahr 2014 seine Laufbahn.

### Auswahleinsätze
Für die bulgarische Nationalmannschaft war Petrow in 90 A-Länderspielen im Einsatz, unter anderem bei der Fußball-Europameisterschaft 2004 in Portugal. Zwischen 1999 und 2011 gelangen ihm 19 Treffer für das Team Bulgariens.

## Auszeichnungen
2006 wurde er zu Bulgariens „Fußballer des Jahres“ gewählt.